# Liste der Nummer-eins-Hits in Finnland (1999)
Diese Liste enthält alle Nummer-eins-Hits in Finnland im Jahr 1999. Es gab in diesem Jahr jeweils 18 Nummer-eins-Singles und -Alben.
| Singles | Alben |
| --- | --- |
| - Marita Taavitsainen – Mistä joulupukki tunnetaan - 4 Wochen (5. Dezember 1998 – 1. Januar 1999) - Nightwish – Sacrament of Wilderness - 2 Wochen (2. Januar – 8. Januar, insgesamt 4 Wochen) - Nylon Beat – Viimeinen - 1 Woche (9. Januar – 15. Januar) - The Offspring – Pretty Fly (for a White Guy) - 1 Woche (16. Januar – 22. Januar) - Nightwish – Sacrament of Wilderness - 2 Wochen (23. Januar – 5. Februar, insgesamt 4 Wochen) - Don Huonot – Tule sellaisena kuin olet - 2 Wochen (6. Februar – 19. Februar) - Children of Bodom – Downfall - 2 Wochen (20. Februar – 5. März) - Aikakone – Anna mun bailaa - 4 Wochen (6. März – 2. April, insgesamt 8 Wochen) - Nightwish – Walking in the Air - 1 Woche (3. April – 9. April, insgesamt 8 Wochen) - Apulanta – Hallaa - 1 Woche (10. April – 16. April, insgesamt 2 Wochen) - Britney Spears – … Baby One More Time - 1 Woche (17. April – 23. April) - Apulanta – Hallaa - 1 Woche (24. April – 30. April, insgesamt 2 Wochen) - A-Tyyppi feat. Antero Mertaranta – Ihanaa Leijonat, ihanaa - 3 Wochen (1. Mai – 21. Mai) - Mr. Oizo – Flat Beat - 2 Wochen (22. Mai – 4. Juni) - Aikakone – Anna mun bailaa - 3 Wochen (5. Juni – 25. Juni, insgesamt 8 Wochen) - Madonna – Beautiful Stranger - 1 Woche (26. Juni – 2. Juli, insgesamt 2 Wochen) - Aikakone – Anna mun bailaa - 1 Woche (3. Juli – 9. Juli, insgesamt 8 Wochen) - Madonna – Beautiful Stranger - 1 Woche (10. Juli – 16. Juli, insgesamt 2 Wochen) - Jennifer Lopez – If You Had My Love - 1 Woche (17. Juli – 23. Juli) - Lou Bega – Mambo No. 5 (A Little Bit Of …) - 5 Wochen (24. Juli – 27. August) - Eiffel 65 – Blue (Da Ba Dee) - 7 Wochen (28. August – 15. Oktober) - Apulanta & Don Huonot – Torremolinos 2000 - 6 Wochen (16. Oktober – 26. November) - HIM – Join Me (in Death) - 1 Woche (27. November – 3. Dezember, insgesamt 13 Wochen) - Apulanta – Käännä se pois - 2 Wochen (4. Dezember – 17. Dezember) - HIM – Join Me (in Death) - 12 Wochen (18. Dezember 1999 – 10. März 2000, insgesamt 13 Wochen) | - E-Type – Last Man Standing - 6 Wochen (5. Dezember 1998 – 8. Januar 1999) - Nylon Beat – Valehtelija - 3 Wochen (9. Januar – 29. Januar) - Kirka, Hector, Pave & Pepe – Mestarit Areenalla - 6 Wochen (30. Januar – 12. März) - Ulta Bra – Kalifornia - 5 Wochen (13. März – 16. April, insgesamt 8 Wochen) - Don Huonot – Tähti - 1 Woche (17. April – 23. April) - Ulta Bra – Kalifornia - 3 Wochen (24. April – 14. Mai, insgesamt 8 Wochen) - ABBA – Gold – Greatest Hits - 1 Woche (15. Mai – 21. Mai) - Backstreet Boys – Millennium - 1 Woche (22. Mai – 28. Mai) - Ricky Martin – Ricky Martin - 1 Woche (29. Mai – 4. Juni) - Bomfunk MC’s – In Stereo - 1 Woche (5. Juni – 11. Juni, insgesamt 9 Wochen; siehe 2000) - Red Hot Chili Peppers – Californication - 1 Woche (12. Juni – 18. Juni) - Bomfunk MC’s – In Stereo - 6 Wochen (19. Juni – 30. Juli, insgesamt 9 Wochen) - Dingo – Parhaat - 4 Wochen (31. Juli – 27. August) - Lou Bega – A Little Bit of Mambo - 1 Woche (28. August – 3. September) - Neljä Ruusua – Uusi aalto - 2 Wochen (4. September – 17. September) - Jari Sillanpää – Onnentsijä - 1 Woche (18. September – 24. September) - Sting – Brand New Day - 1 Woche (25. September – 1. Oktober) - Yup – Normaalien maihinnousu - 1 Woche (2. Oktober – 8. Oktober) - Mamba – Vaaran vuodet - 8 Wochen (9. Oktober – 3. Dezember) - Céline Dion – All the Way... A Decade of Song - 4 Wochen (4. Dezember – 31. Dezember) |